# ویکلینو
ویکلینو (به لاتین: Wiklino) یک روستا در لهستان است که در گمینا سووپسک واقع شده‌است. ویکلینو ۲۰۰ نفر جمعیت دارد.